# Jan Eperyaszy
Jan Eperyaszy (Eperyeszy) – starosta wiłkomierski w latach 1764–1773, starosta szyrwincki i mejszagolski, marszałek sądów kapturowych powiatu wiłkomirskiego i  marszałek powiatu wiłkomierskiego konfederacji generalnej Wielkiego Księstwa Litewskiego w 1764 roku, marszałek tego powiatu w konfederacji barskiej.

## Życiorys
Był  marszałkiem  konfederacji Czartoryskich w 1764 roku  w powiecie wiłkomirskim. W 1764 roku był elektorem  Stanisława Augusta Poniatowskiego z powiatu wiłkomierskiego. W 1766 roku był posłem na Sejm Czaplica z powiatu wiłkomierskiego.